# Proteostrenia reticulata
Proteostrenia reticulata là một loài bướm đêm trong họ Geometridae.